# Corriere della Sera

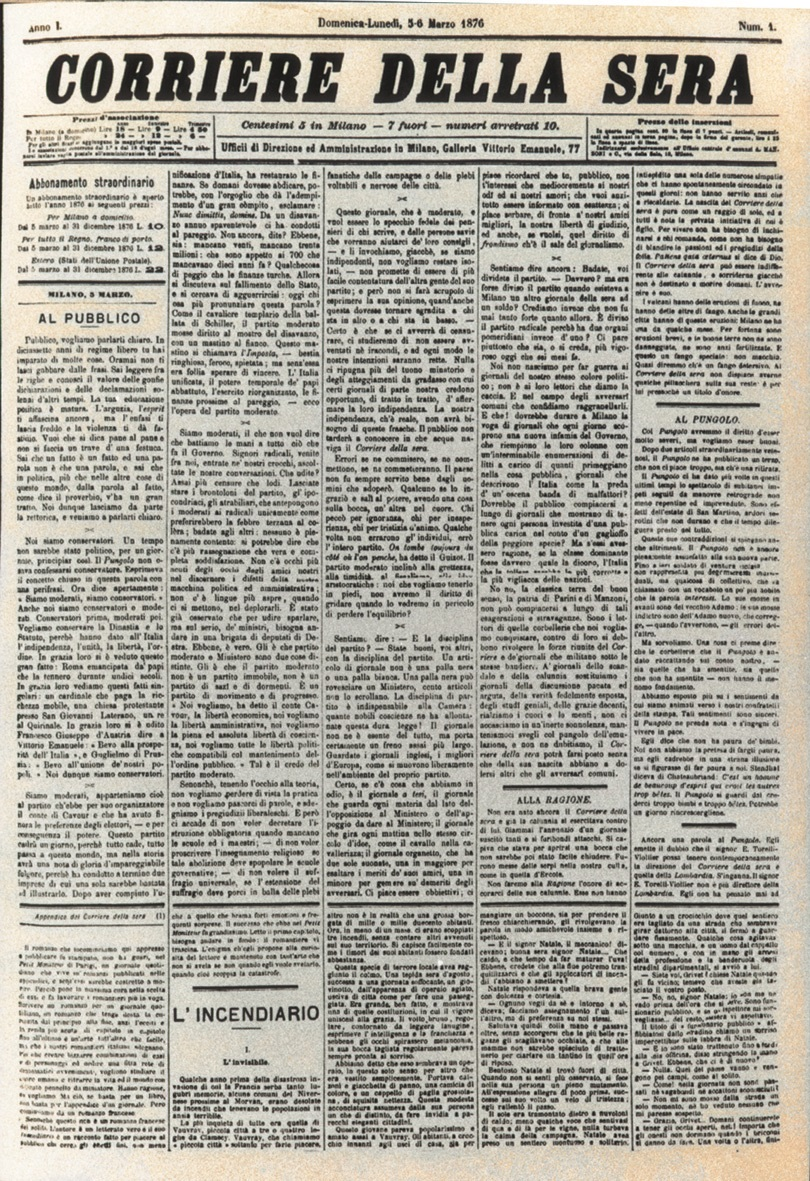
Première édition du Corriere, parue le 5 mars 1876.

Le Corriere della Sera (/korˈrjɛːre ˈdella ˈseːra/, en français : « Courrier du soir ») est un quotidien italien publié à Milan. C'est le plus diffusé du pays. Il appartient au groupe RCS (Rizzoli-Corriere della Sera), comme la Gazzetta dello Sport. Sa ligne éditoriale est généralement classée au centre-droit.
Fondé en 1876 par le journaliste Eugenio Torelli Viollier, il s'appelle ainsi parce qu'à l'origine il était mis en vente à partir de 21 heures.

## Histoire

### Des origines à la Libération

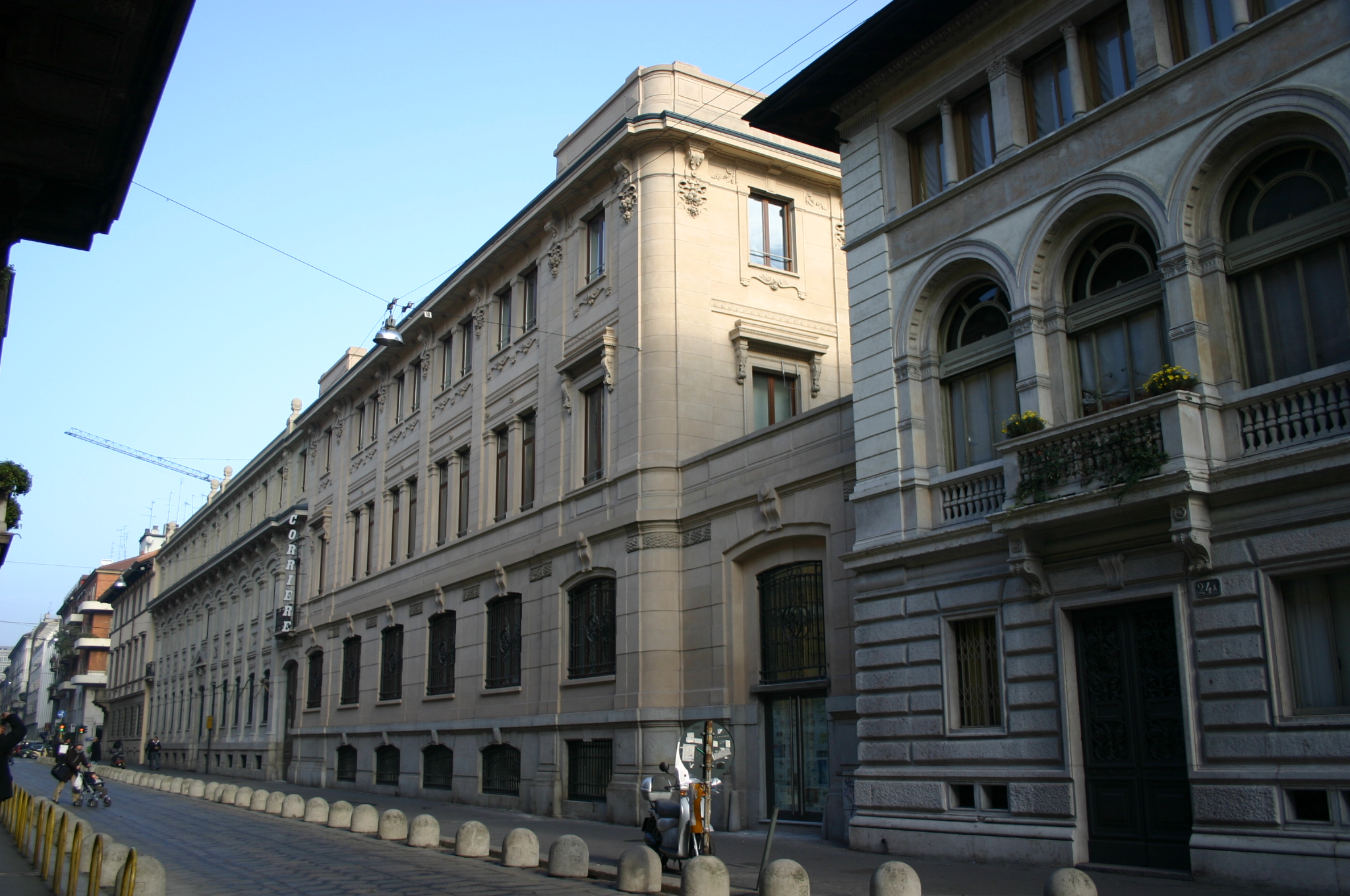
Siège historique du Corriere della Sera à Milan.

En 1876, sous la direction de l'ex-garibaldien Torelli Viollier et avec un capital de 30 000 lires, le Corriere della Sera commence son activité. Le premier numéro sort le dimanche 5 mars au soir, avec un tirage initial d'environ 3 000 copies, composé de quatre pages et qui ne coûte que cinq centimes dans la ville de Milan. Le journal réussit en quelques années à s'imposer dans la tête des lecteurs italiens.
En 1904, le Corriere dépasse les ventes de son concurrent le Secolo (Siècle), de Carlo Romussi, qui s'illustre dans la publicité et s'installe à son nouveau siège au 28 de la rue Solférino, dans l'immeuble réalisé par Luca Beltrami.
Sous la direction de Luigi Albertini, de 1900 à 1925, le Corriere jouit d'un grand prestige. De nombreux grands noms de l'époque commencent à écrire pour le quotidien milanais, comme Luigi Einaudi ou Luigi Pirandello. Pendant l'après-guerre, ont lieu les collaborations d'Eugenio Montale, Ennio Flaiano et Pier Paolo Pasolini pour ne citer qu'eux.
En 1925, avec la démission d'Albertini imposée par le Gouvernement fasciste, s'accomplit la fascisation du quotidien milanais, qui se conforme à ces exigences jusqu'à la Libération.

### De la République à nos jours
Un mois après la suspension de la part du Comité de Libération Nationale, survenue en avril 1945, il revient avec le nom Corriere d'informazione (en français : « Courrier d'informations »). L'année d'après, il s'appelle Il Nuovo Corriere della Sera (en français : « Le Nouveau Courrier du Soir »). Pour le référendum institutionnel, il se prononce en faveur de la république.
En 1961, le nouveau directeur Alfio Russo réalise une importante transformation du quotidien, en donnant majoritairement la place au sport et aux spectacles ainsi qu'en ouvrant, pour la première fois, une rubrique pour les lecteurs. En 1965, le quotidien publie un scoop international : l'interview du nouveau pape Paul VI. L'orientation du journal reste modérée et socialement critique envers le gouvernement de centre droit.
Le 11 février 1968, Giovanni Spadolini remplace Alfio Russo à la direction. Le quotidien est fortement critiqué par le Mouvement Estudiantin de Milan, qui l'accuse d'organiser une campagne diffamatoire contre les étudiants. Le 8 juin, durant une manifestation, un groupe de contestataires entoure le siège et bloque la distribution du journal, engageant de rudes affrontements avec la police (« bataille de la via Solférino »).
La direction de Spadolini se termine brusquement en 1972, quand on décide de confier le journal à Pier Ottone, qui entre en fonction le 15 mars. La rédaction du journal se déchire sous les ordres d'Ottone, qui tente de renouveler le journal en défendant une ligne libérale contre une orientation progressiste. Le leader des « mécontents » qui se joignent pour accuser Ottone d'avoir instauré un « soviet » à la rédaction, est Indro Montanelli. En désaccord avec Ottone, il décide en octobre 1973, de quitter le journal, emmenant avec lui d'autres illustres journalistes italiens pour fonder un nouveau quotidien, Il Giornale Nuovo (en français : « Le Nouveau Journal »).
En 1974, Giulia Maria Crespi, propriétaire de la société éditrice, cède le contrôle du journal au groupe Rizzoli, rebaptisé depuis Rizzoli-Corriere della Sera (aujourd'hui synthétisé en RCS MediaGroup).
En 2001, à l'occasion du 125e anniversaire, se créait la Fondation du Corriere della Sera, ayant pour but de gérer et d'offrir au public les archives historiques du journal ainsi que de promouvoir les initiatives en faveur de la langue et de la culture italiennes dans le pays mais surtout à l'étranger.
Durant la campagne électorale de 2006 pour l'élection du gouvernement, le choix du directeur Paolo Mieli suscite de nombreux débats à cause de son implication en faveur d'un des deux partis protagonistes des élections, celui de Romano Prodi contre celui de Silvio Berlusconi, président du conseil sortant. Une décision, selon Mieli, consécutive au jugement particulièrement négatif adopté par l'ancien Gouvernement. Mais selon le directeur, cela ne l'empêche pas de garantir à ses journalistes l'indépendance intellectuelle.
Le 5 novembre 2013, le conseil d'administration du groupe RCS Media Group, qui édite le Corriere della Sera décide de la mise en vente du siège du journal au fonds spéculatif américain Blackstone, pour la somme de 120 millions d'euros. Cette cession a pour but de combler l'endettement du groupe, ramené à 550 millions d'euros, en prenant également en compte une recapitalisation de 250 millions d'euros ; une vente d'actifs pour 250 millions d'euros est également prévue pour le 31 décembre 2014. Le groupe a par ailleurs déjà acté la fin d'une dizaine de périodiques (dont Astra, Novella, Visto, Ok salute, Bravacasa ou encore Yacht and Sail) ainsi que l'objectif de ramener le nombre de salariés à 800, contre 5 000 aujourd'hui[Quand ?]. Cette baisse d'effectif touchera au minimum le Corriere della Sera, qui reste le premier quotidien italien (480 000 exemplaires vendus par jour et 100 000 abonnements sur Internet). Le siège du journal était le même depuis 1876, qui était de ce fait parfois surnommé « la vieille dame de Via Solferino ».
Le journal défend une ligne politique pro-Union européenne. Il est décrit par Le Monde comme étant « le grand journal de la bourgeoisie lombarde.

## Collaborateurs
Parmi les principaux collaborateurs du Corriere, on citera notamment Maria Antonietta Torriani, Alessandra Arachi, Dino Buzzati, Indro Montanelli, Raffaele La Capria, Magdi Allam et Sergio Romano.

## Directeurs
- Eugenio Torelli Viollier, février 1876 - 31 mai 1898
- Alfredo Comandini, septembre 1891 - novembre 1892
- Domenico Oliva, 5 juin 1898 - 23 mai 1900
- Luigi Albertini, 24 mai 1900 - 29 novembre 1925
- Alberto Albertini, frère di Luigi, 1924 - 29 novembre 1925
- Pietro Croci, 1925 - 1926
- Ugo Ojetti, 1926 - 1927
- Mafio Maffii, décembre 1927 - septembre 1929
- Aldo Borelli, septembre 1929 - août 1943
- Ettore Janni, août 1943 - octobre 1943
- Ermanno Amicucci, octobre 1943 - 1944
- Mario Borsa, 1944 - 1946
- Guglielmo Emanuel, 1946 - 1952
- Mario Missiroli, 1952 - 1961
- Alfio Russo, 1961 - 1968
- Giovanni Spadolini, 1968 - 1972
- Piero Ottone, 1972 - 1977
- Franco Di Bella, 1977 - 1981
- Alberto Cavallari, 1981 - 1984
- Piero Ostellino, 1984 - 1987
- Ugo Stille, 1987 - 1992
- Paolo Mieli, 1992 - mai 1997
- Ferruccio De Bortoli, mai 1997 - mai 2003
- Stefano Folli, mai 2003 - décembre 2004
- Paolo Mieli, décembre 2004 - avril 2009
- Ferruccio De Bortoli, avril 2009

## Diffusion
| Année | Exemplaires vendus |
| ----- | ------------------ |
| 1996  | 646 902            |
| 1997  | 669 515            |
| 1998  | 635 222            |
| 1999  | 620 126            |
| 2000  | 614 398            |
| 2001  | 598 997            |
| 2002  | 581 751            |
| 2003  | 613 103            |
| 2004  | 616 504            |
| 2005  | 619 897            |
| 2006  | 624 938            |
| 2007  | 680 208            |
| 2008  | 567 910            |
| 2009  | 534 427            |
| 2010  | 489 989            |
| 2011  | 482 800            |
| 2012  | 403 879            |
| 2013  | 480 000            |